# MSC Napoli
Die MSC Napoli war ein Containerschiff unter britischer Flagge mit Heimathafen London. Es geriet am 18. Januar 2007 infolge des Orkans Kyrill im Ärmelkanal in Seenot.
Eigner des Schiffes war das auf den Britischen Jungferninseln ansässige Unternehmen Metvale (ein Tochterunternehmen der tg21 plc), bereedert wurde es von Zodiac Maritime Agencies in London.
Zur Zeit des Seenotfalls im Ärmelkanal fuhr die MSC Napoli in Charter für die Mediterranean Shipping Company, die das Schiff in ihrem Liniendienst zwischen Europa und Südafrika einsetzte. Das Schiff befand sich auf dem Weg von Le Havre in Frankreich nach Sines in Portugal.

## Einzelheiten
Das Schiff wurde 1991 unter der Baunummer 1082 auf der südkoreanischen Werft Samsung Heavy Industries in Geoje gebaut. Die Kiellegung des Schiffes fand am 1. April 1991 statt. Die Fertigstellung erfolgte am 1. Dezember des Jahres. Das Schiff galt damals als das erste Post-Panamax-Vollcontainerschiff – es war aufgrund der Breite also zu groß, um die Schleusen im Panamakanal zu passieren – und das größte Containerschiff weltweit.
Der Antrieb des Schiffes bestand aus einem Sulzer-Dieselmotor (Typ: 10RTA84C) mit 38.792 kW Leistung. Darüber hinaus verfügte das Schiff über ein Bugstrahlruder.
Das Schiff hatte sieben Laderäume. Die Decksaufbauten und der Maschinenraum waren etwa auf drei Viertel der Schiffslänge achtern zwischen Luke 6 und Luke 7 angeordnet.

## Frühere Zwischenfälle
Unter dem Namen CMA CGM Normandie war das Schiff am 28. März 2001 in der Malakkastraße auf dem Weg von Port Klang (Malaysia) nach Jakarta (Indonesien) auf ein Riff gelaufen und im vorderen Drittel beschädigt worden. Um das Schiff wieder flott zu bekommen, mussten die Container an Bord gelöscht werden. Nach 60 Tagen wurde das Schiff zur Khanh-Hoa-Werft in Vietnam geschleppt und dort bis Oktober 2001 repariert.
Nachdem das Schiff wieder in Fahrt war, kollidierte es im Dezember 2001 in Jeddah mit einer Pier und wurde dabei auf der Backbordseite beschädigt. Ein weiteres Mal lief das Schiff im August 2002 bei Jeddah auf Grund, wobei es aber lediglich zu Farbabschürfungen am Rumpf des Schiffes kam.

## Seenotfall im Ärmelkanal

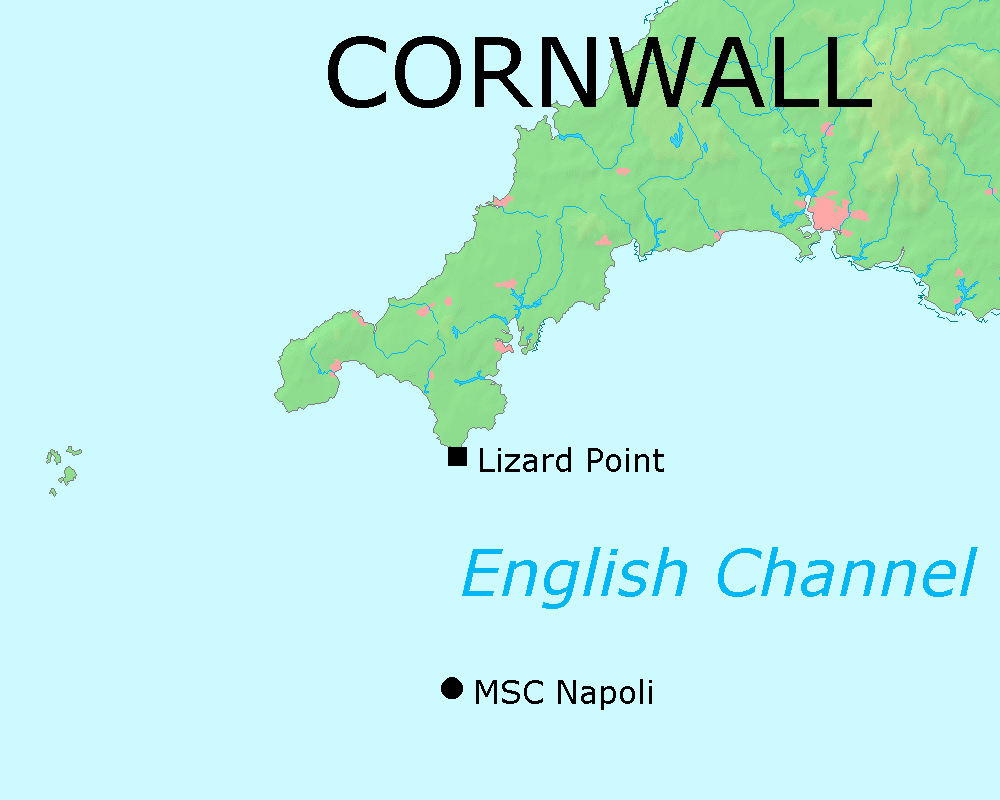
Position des Schiffes zum Zeitpunkt der Mayday-Meldung

Am Vormittag des 18. Januar 2007 geriet das Schiff bei schwerer See im Orkan Kyrill im Ärmelkanal gut 80 km südlich von The Lizard in Seenot, nachdem es durch einen Riss in der Bordwand zu einem Wassereinbruch im Maschinenraum gekommen war. Die 26-köpfige Besatzung verließ daraufhin das Schiff und konnte von Hubschraubern der Royal Navy aus dem Rettungsboot gerettet werden.
Das manövrierunfähige Schiff sollte noch am selben Tag von zwei Hochseeschleppern in den Hafen von Portland in Dorset geschleppt werden. Aus Sicherheitsgründen und um ein Auseinanderbrechen des Schiffes zu verhindern, entschied die britische Küstenwache, das Schiff bei Branscombe kontrolliert auf Grund zu setzen.
Der Untersuchungsbericht des Marine Accident Investigation Branch (MAIB) ergab, dass die Hauptursache für die Havarie ein Konstruktionsschwachpunkt des Schiffsrumpfes im Bereich des Maschinenraumes war. Die gültigen Regeln zum Bauzeitpunkt waren eingehalten worden, aber eine spätere Erweiterung der Bemessungsregeln für Beul-Sicherheit hatte nicht zur Nachbesserung des in Fahrt befindlichen Schiffes geführt. Laut Unfallbericht wurde das Schiff bei hohem Seegang von mehreren schweren Brechern getroffen, wobei ein etwa 15 m langer, schräger Riss in der Bordwand auf der Steuerbordseite entstand.

## Kontrollierte Strandung und Bergung der Ladung
An Bord des Schiffes, das ab dem 19. Januar 2007 in der Lyme Bay im Süden Englands mit zirka 30° Schlagseite auf Grund lag, befanden sich 2318 Container, darunter insgesamt 1684 Tonnen gefährliche Ladung in 150 Containern, überwiegend Pestizide.
Bevor mit dem Bergen der Container begonnen werden konnte, wurden etwa 4000 Tonnen Schweröl aus dem Schiff abgepumpt. Rund 200 Tonnen Öl liefen aus und verschmutzten Uferabschnitte in England und Frankreich.
Bei der Bergung der Ladung hatten die etwa 150 Container Vorrang, die eine mögliche Gefahr für die Umwelt darstellten. Während des Orkans gingen etwa 100 Container über Bord, darunter auch zwei der als schädlich eingestuften. Die absichtliche Strandung an der seit 2001 zum UNESCO-Welterbe gehörenden Küste von Devon wurde mit Besorgnis betrachtet. Ihre Kreideformationen stellen 185 Millionen Jahre Erdgeschichte dar.
An den Stränden bei Sidmouth und Branscombe wurde ab dem 19. Januar 2007 als Strandgut angespülte Ladung des Schiffes von Anwohnern in großem Stil gestohlen. Die Strände wurden daher von der Polizei abgesperrt.
Am 9. März 2007 waren nach Presseberichten 853 der an Deck geladenen Container geborgen. Die Eigner der MSC Napoli entsandten ein zweites Schiff, die MSC Grace, um den Transport der geborgenen Container nach Le Havre durchzuführen. Die letzten Container wurden schließlich am 17. Mai 2007 gelöscht.

## Bergung des Schiffs

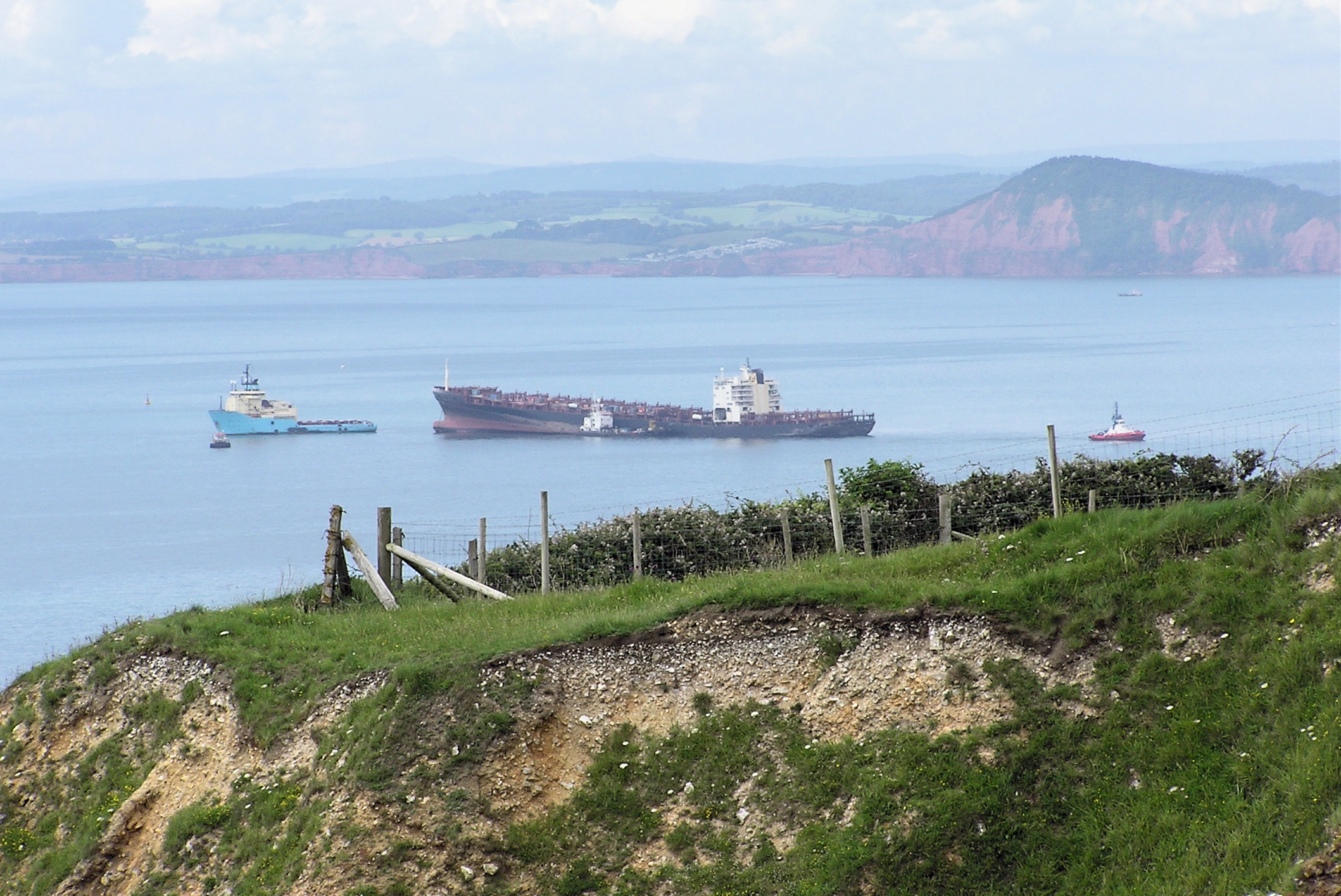
Die MSC Napoli kurz vor der Zerteilung am 20. Juli 2007

Nachdem am 17. Mai 2007 der letzte der restlichen 1350 Container aus dem Schiff entladen und der Rumpf an den zugänglichen Stellen provisorisch repariert worden war, hob die beauftragte niederländische Bergungsfirma Smit Internationale das Schiff am 9. Juli 2007 und schleppte es für eine weitere Inspektion des Rumpfzustands 500 Meter vom Strandungspunkt in tieferes Wasser. Bei der Inspektion wurde ein 3 Meter breiter Riss im Rumpf entdeckt und ein Schleppen in diesem Zustand wegen der Gefahr eines unkontrollierten Auseinanderbrechens für zu gefährlich befunden. Das Schiff wurde daher am 12. Juli erneut auf Grund gesetzt und nach zwei erfolglosen Versuchen am 20. Juli 2007 durch Präzisionssprengungen an der Bruchstelle vor den Aufbauten in zwei Sektionen zerteilt.
Am 9. August 2007 wurde die Bugsektion zum Abwracken zur Harland-&-Wolff-Werft nach Belfast geschleppt, wo sie am 14. August eintraf. Eine komplette Bergung der Hecksektion wurde anfangs ausgeschlossen, so dass sie vor Ort in kleinere Segmente zerlegt werden sollte. Weitere Untersuchungen führten jedoch zu der Entscheidung, die Hecksektion ebenfalls in einem Stück nach Belfast zu transportieren. Dies sollte im November 2007 geschehen. Da dies doch nicht möglich war, wurde die Hecksektion vor Ort zerlegt. Dies wurde im Juli 2009 abgeschlossen.

## In den Medien
Der Untergang wurde in der 1. Staffel der amerikanischen Doku-Serie In Seenot in der Folge „Containerriese im Orkan“ (Original: „Disasters at Sea“, „Torn Apart“) thematisiert.